# Ribautia repanda
Ribautia repanda är en mångfotingart som först beskrevs av Carl Graf Attems 1911.  Ribautia repanda ingår i släktet Ribautia och familjen storjordkrypare. Inga underarter finns listade i Catalogue of Life.